# Чемпионат мира по спортивной акробатике 1980
4-й чемпионат мира по спортивной акробатике проводился в Познани (Польша) в 1980 году. Был совмещён с 3-м чемпионатом Европы, результаты европейских спортсменов учитывались для определения победителей чемпионата Европы.

## Мужские акробатические прыжки

### Многоборье
| Ранг | Гимнаст        | Страна | Очки  |
| ---- | -------------- | ------ | ----- |
| 1    | Вадим Биндлер  | СССР   | 39,09 |
| 2    | Анджей Гарстка | Польша | 38,68 |
| 3    | Дикки Бивенс   | США    | 38,22 |

### Первое упражнение
| Ранг | Гимнаст        | Страна | Очки  |
| ---- | -------------- | ------ | ----- |
| 1    | Анджей Гарстка | Польша | 19,29 |
| 2    | Роберт Зилевич | Польша | 19,26 |
| 3    | Дикки Бивенс   | США    | 19,19 |

### Второе упражнение
| Ранг | Гимнаст            | Страна | Очки  |
| ---- | ------------------ | ------ | ----- |
| 1    | Александр Рассолин | СССР   | 19,53 |
| 2    | Вадим Биндлер      | СССР   | 19,40 |
| 3    | Анджей Гарстка     | Польша | 19,36 |

## Мужские группы

### Многоборье
| Ранг | Команда                                                      | Страна   | Очки  |
| ---- | ------------------------------------------------------------ | -------- | ----- |
| 1    | В. Бунин, Г. Поляков, А. Савельев, В. Елизаров               | СССР     | 39,09 |
| 2    | Славомир Халада, Богдан Зайонц, В. Шевчик, Л. Антонович      | Польша   | 38,85 |
| 3    | Иван Стойчев, Божидар Божанов, Валерий Иванов, Доуто Цветков | Болгария | 38,06 |

### Первое упражнение
| Ранг | Команда                                                      | Страна   | Очки  |
| ---- | ------------------------------------------------------------ | -------- | ----- |
| 1    | В. Бунин, Г. Поляков, А. Савельев, В. Елизаров               | СССР     | 19,70 |
| 2    | Иван Стойчев, Божидар Божанов, Валерий Иванов, Доуто Цветков | Болгария | 18,80 |
| 3    | Руперт Стампер, Петер Колар, Петер Стаб, Карл Рудорф         | ФРГ      | 18,03 |

### Второе упражнение
| Ранг | Команда                                                        | Страна   | Очки  |
| ---- | -------------------------------------------------------------- | -------- | ----- |
| 1    | Славомир Халада, Богдан Зайонц, Войцех Шевчик, Лешек Антонович | Польша   | 19,62 |
| 2    | В. Бунин, Г. Поляков, А. Савельев, В. Елизаров                 | СССР     | 19,50 |
| 3    | Иван Стойчев, Божидар Божанов, Валерий Иванов, Доуто Цветков   | Болгария | 19,43 |

## Мужские пары

### Многоборье
| Ранг | Команда                                  | Страна | Очки  |
| ---- | ---------------------------------------- | ------ | ----- |
| 1    | Владимир Почивалов, Василий Мачуга       | СССР   | 38,82 |
| 2    | Бронислав Дзюрла, Славомир Кельбасинский | Польша | 38,29 |
| 3    | Хонг Ли, Вингхен Хи                      | Китай  | 37,99 |

### Первое упражнение
| Ранг | Команда                                  | Страна   | Очки  |
| ---- | ---------------------------------------- | -------- | ----- |
| 1    | Владимир Почивалов, Василий Мачуга       | СССР     | 19,66 |
| 2    | Димитр Русанов, Петко Петков             | Болгария | 19,50 |
| 3    | Бронислав Дзюрла, Славомир Кельбасинский | Польша   | 19,23 |

### Второе упражнение
| Ранг | Команда                                  | Страна | Очки  |
| ---- | ---------------------------------------- | ------ | ----- |
| 1    | Владимир Почивалов, Василий Мачуга       | СССР   | 19,29 |
| 2    | Бронислав Дзюрла, Славомир Кельбасинский | Польша | 19,50 |
| 3    | Хонг Ли, Вингхен Хи                      | Китай  | 19,13 |

## Смешанные пары

### Многоборье
| Ранг | Команда                               | Страна   | Очки  |
| ---- | ------------------------------------- | -------- | ----- |
| 1    | Бояна Ангелова, Димитр Минчев         | Болгария | 38,99 |
| 2    | Катаржина Корнобис, Анджей Рушковский | Польша   | 38,58 |
| 3    | Янджун Ви, Лихонг Лю                  | Китай    | 38,49 |

### Первое упражнение
| Ранг | Команда                               | Страна   | Очки  |
| ---- | ------------------------------------- | -------- | ----- |
| 1    | Илона Яранс, Вадим Письменный         | СССР     | 19,70 |
| 2    | Бояна Ангелова, Димитр Минчев         | Болгария | 19,46 |
| 3    | Катаржина Корнобис, Анджей Рушковский | Польша   | 19,26 |

### Второе упражнение
| Ранг | Команда                               | Страна   | Очки  |
| ---- | ------------------------------------- | -------- | ----- |
| 1    | Бояна Ангелова, Димитр Минчев         | Болгария | 19,53 |
| 2    | Катаржина Корнобис, Анджей Рушковский | Польша   | 19,39 |
| 3    | Янджун Ви, Лихонг Лю                  | Китай    | 19,33 |

## Женские акробатические прыжки

### Многоборье
| Ранг | Гимнаст         | Страна   | Очки  |
| ---- | --------------- | -------- | ----- |
| 1    | Людмила Громова | СССР     | 38,60 |
| 2    | Мела Мустафова  | Болгария | 38,52 |
| 3    | Супинг Ма       | Китай    | 38,19 |

### Первое упражнение
| Ранг | Гимнаст           | Страна   | Очки  |
| ---- | ----------------- | -------- | ----- |
| 1    | Валентина Завалий | СССР     | 19,39 |
| 2    | Людмила Громова   | СССР     | 19,23 |
| 3    | Мела Мустафова    | Болгария | 19,20 |

### Второе упражнение
| Ранг | Гимнаст         | Страна   | Очки  |
| ---- | --------------- | -------- | ----- |
| 1    | Мела Мустафова  | Болгария | 19,36 |
| 2    | Людмила Громова | СССР     | 19,20 |
| 3    | Ваня Васильева  | Болгария | 19,16 |

## Женские группы

### Многоборье
| Ранг | Команда                                           | Страна   | Очки  |
| ---- | ------------------------------------------------- | -------- | ----- |
| 1    | Н. Кикидашвили, М. Мнетобишвили, М. Шилакадзе     | СССР     | 38,65 |
| 2    | Ваня Венелинова, Валя Кияничева, Павлина Станкова | Болгария | 38,62 |
| 3    | Хаохиа Кианг, Вингмей Лю, Ву Чай                  | Китай    | 38,35 |

### Первое упражнение
| Ранг | Команда                                           | Страна   | Очки  |
| ---- | ------------------------------------------------- | -------- | ----- |
| 1    | Б. Бурзуковска, М. Слюсарска, М. Гловацка         | Польша   | 19,39 |
| 1    | Ваня Венелинова, Валя Кияничева, Павлина Станкова | Болгария | 19,39 |
| 3    | Н. Кикидашвили, М. Мнетобишвили, М. Шилакадзе     | СССР     | 19,26 |

### Второе упражнение
| Ранг | Команда                                           | Страна   | Очки  |
| ---- | ------------------------------------------------- | -------- | ----- |
| 1    | Ваня Венелинова, Валя Кияничева, Павлина Станкова | Болгария | 19,39 |
| 2    | Н. Кикидашвили, М. Мнетобишвили, М. Шилакадзе     | СССР     | 19,36 |
| 3    | Хаохиа Кианг, Вингмей Лю, Ву Чай                  | Китай    | 19,12 |

## Женские пары

### Многоборье
| Ранг | Команда                              | Страна | Очки  |
| ---- | ------------------------------------ | ------ | ----- |
| 1    | Надежда Тищенко, Маргарита Кухаренко | СССР   | 38,99 |
| 2    | Агата Островска, Беата Боровец       | Польша | 38,46 |
| 3    | Лихун Ло, Ву Ин                      | Китай  | 38,30 |

### Первое упражнение
| Ранг | Команда                              | Страна | Очки  |
| ---- | ------------------------------------ | ------ | ----- |
| 1    | Надежда Тищенко, Маргарита Кухаренко | СССР   | 19,60 |
| 2    | Агата Островска, Беата Боровец       | Польша | 19,26 |
| 3    | Лихун Ло, Ву Ин                      | Китай  | 19,20 |

### Второе упражнение
| Ранг | Команда                              | Страна | Очки  |
| ---- | ------------------------------------ | ------ | ----- |
| 1    | Надежда Тищенко, Маргарита Кухаренко | СССР   | 19,43 |
| 2    | Агата Островска, Беата Боровец       | Польша | 19,33 |
| 3    | Лихун Ло, Ву Ин                      | Китай  | 19,03 |